# Parafia św. Judy Tadeusza w Dąbrówce Warszawskiej
Parafia pw. św. Judy Tadeusza w Dąbrówce Warszawskiej – parafia rzymskokatolicka usytuowana w Dąbrówce Warszawskiej. Należy do dekanatu wierzbickiego, który należy z kolei do diecezji radomskiej. 

## Historia
- Kościół pw. św. Judy Tadeusza w Dąbrówce Warszawskiej został zbudowany według projektu arch. Jerzego Maja i konstr. Stanisława Duchnika w 1983 staraniem ks. Tadeusza Lutkowskiego. Był to ośrodek dojazdowy z parafii Wierzbica. Parafia została erygowana 30 maja 1998 przez bp. Edwarda Materskiego z wydzielonego terenu parafii Wierzbica. Kościół jest zbudowany z białej cegły i siporeksu. W 2003 została wybudowana dzwonnica, rok później oddano do użytku dom parafialny.

## Terytorium
- Do parafii należą: Dąbrówka Warszawska, Osiek, Zalesice, Wierzbica - ul. Leśna[1].

## Proboszczowie
- 1997 - nadal - ks. Bogdan Siurnik